# 沃尔蒂·德容
沃尔蒂·德容（荷蘭語：Worthy de Jong，1988年3月14日—），名来源于詹姆斯·沃西（英語：James Worthy），荷兰男子篮球运动员，场上位置是小前锋，其優秀的助攻能力使所屬的ZZ來登贏得過三次荷蘭籃球錦標賽冠軍和兩次荷蘭籃球盃冠軍，獲選過多次最有價值選手，被認為是荷蘭現代最重要的籃球運動員之一。
他於2023年宣布退出ZZ來登，隨後轉攻3x3籃球，在FIBA舉辦的3X3籃球世界巡迴賽荷蘭-瑞士的比賽中被評為最引人注目的球員。
2024年與迪梅奥·范德霍斯特、阿尔文·斯拉赫特和揚·德里森代表荷兰参加巴黎奧運男子三對三篮球比赛，在比賽最後幾秒上籃得分將比分追平、讓比賽進入延長賽，又在關鍵時刻投出兩分球，使荷蘭隊戰勝地主法國隊获得金牌，其個人亦被評為MVP。